# إيلين ماكلولين
إيلين ماكلولين (بالإنجليزية: Ellen McLaughlin)‏ هي كاتبة مسرحية وكاتِبة أمريكية، ولدت في 9 نوفمبر 1957.

## وصلات خارجية
- إيلين ماكلولين على موقع IMDb (الإنجليزية)
- إيلين ماكلولين على موقع ميوزك برينز (الإنجليزية)
- إيلين ماكلولين على موقع قاعدة بيانات برودواي على الإنترنت (الإنجليزية)
- إيلين ماكلولين على موقع قاعدة بيانات الفيلم (الإنجليزية)